# 11262 Drube
11262 Drube este o planetă minoră (asteroid), cu un diametru de 2,759 km, din centura de asteroizi. A fost descoperită pe 25 iunie 1979 la Observatorul Siding Spring de Eleanor F. Helin și a fost numită după Line Drube⁠(d). 
Obiectul prezintă o orbită caracterizată de o semiaxă mare de 2,2756477 UAi, o excentricitate de 0,15, o înclinație de 2,97199 ° în raport cu ecliptica.